# Dactylocythere sandbergi
Dactylocythere sandbergi är en kräftdjursart som beskrevs av D. G. Hart och C. W. Hart 1971. Dactylocythere sandbergi ingår i släktet Dactylocythere och familjen Entocytheridae. Inga underarter finns listade i Catalogue of Life.